# Glossaire de la pierre naturelle
Ce glossaire reprend les termes repris dans l'exploitation et le façonnage de la pierre naturelle.

## Pierre
- Pierre - Corps dur, roche, formé dans les entrailles de la terre, dont on se sert pour la construction des bâtiments - il y en a de différentes qualités que l'on tire de divers lieux - on la distingue ordinairement en pierre dure et en pierre tendre - la première résiste davantage aux injures de l'air et aux grands fardeaux; mais on se sert de la pierre tendre dans les ouvrages où il y a des moulures et de la sculpture, et qui ont moins de charge à porter.
- Pierre naturelle
- Pierre à bâtir

### Pierre dure ou tendre
Les pierres utilisées en construction peuvent se répartir en deux classes - la première comprend les pierres dures, la seconde les pierres tendres (Le poids du pied cube de la première est d'environ 155 livres, et celui de la seconde est d'environ 120 livres):

#### Calcaire lutétien
À Paris, On distingue quatre espèces de pierres dures, qui sont:
- le Liais - Espèce de pierre fort dure qu'on tire de diverses carrières aux environs de Paris. On distingue le liais franc, le liais férault et le liais rose[M 1].
- le Cliquart - Espèce de roche très-dure et coquilleuse[M 2],
- la Roche,
- le Banc franc

On exploite une ou plusieurs de ces quatre espèces de pierres dans chacun des lieux indiqués ci-après - à Bagneux, Châtillon, Arcueil, L'Hôpital, Ivry, Vitry, Montrouge, Vaugirard, la Butte-aux-Cailles, la Remise, le Val-de-Meudon, Passy, Saint-Maur, la Vallée-de-Fécamp-sous-Saint-Denis, Nanterre, la Chaussée près Bougival Montesson, forêt du Vésinet, Poissy, carrière Saint-Denis, Saint-Nom, Chavenet, l'Isle-Adam, Saillancourt, Luzarches, Senlis . 
On distingue aussi quatre espèces de pierres tendres, qui sont, la lambourde, le Conflans, le Verdelet et la pierre de Saint-Leu:
- La lambourde - Espèce de pierre tendre d'un haut appareil qu'on tire des carrières des environs de Paris, et notamment de Saint-Maur [M 3], de Gentilly, de Montesson, de Nanterre, du Buisson Richard, forêt de Saint-Germain, de Poissy, de Conflans .
- Le Conflans se tire dans les environs de Conflans-Sainte-Honorine, à huit lieues de Paris, près du confluent de la Seine et de l'Oise.
- Le verdelet et la pierre de Saint-Leu viennent l'un et l'autre des mêmes carrières qui sont situées près de Saint-Leu-d'Esserent, sur les bords de l'Oise, à quatorze lieues de Paris; Tonneau de Pierres - Terme ancien désignant la quantité de quatorze pieds cubes de pierre de Saint-Leu ou de Vergelet, mesure d'usage pour la vente de ces pierres[M 4].

### Dénomination géologique
- Grès - Espèce de roche qui se forme dans les lieux sablonneux, et qui est de deux espèces, l'une dure et l'autre tendre ; c'est cette dernière qui s'emploie pour bâtir[M 5].

### Dénomination des pierres relativement à leurs qualités
- Libage - Pierre provenant du ciel des carrières ou des bancs inférieurs mal pétrifiés, et qui n'est propre qu'aux fondations des édifices. On nomme aussi libages toutes pierres qu'on emploie dans les fondations et qui sont brutes ou grossièrement taillées sur leurs lits et sur leurs joints[M 6].
- Pierre à chaux - Pierre grasse qu'on tire ordinairement des côtes des montagnes, et qu'on fait calciner pour en faire de la chaux[M 7].
- Pierre à plâtre - Espèce de pierre de la nature des talcs et des albâtres, que l'on cuit dans les fours et que l'on pulvérise ensuite pour faire du plâtre [M 7].
- Pierre fière - Toute pierre difficile à travailler à cause de sa dureté et de sa sécheresse, et qui s'éclate aisément sous le ciseau parce que le grain en est fin[M 7].
- Pierre gelisse, verte ou humide - Pierre qui, étant nouvellement tirée, n'a point encore jeté son eau de carrière[M 7].
- Pierre franche - Pierre qui est la plus parfaite qu'on puisse tirer de la carrière - C'est aussi une des espèces de pierres qui est d'une moyenne dureté, qui est pleine et d'un grain fin[M 8].
- Pierre vive - Pierre qui se durcit autant dans la carrière que dehors[M 7].
- Pierre pleine - Pierre dans laquelle il ne se trouve ni coquillage, ni cailloux, ni moyes, ni trous[M 7].
- Pierre entière - Pierre qui n'a ni fêlure ni fil, ni trous, ni veine qui l'endommagent - On dit aussi qu'elle est saine[M 7].
- Pierre poreuse - Espèce de pierre qui a des trous; telle est la meulière[M 7].
- Pierre moulinée - Pierre qui s'écrase sous le pouce et qui se réduit en poussière[M 7].

### Dénomination des pierres en raison des façons que l'on leur donne
- Pierre de haut appareil - Pierre dont le banc porte une grande hauteur, comme la pierre de roche, la lambourde, le conflans, le Saint-Leu[M 9].
- Pierre de bas appareil - Pierre dont le banc porte peu de hauteur; par exemple, moins d'un pied[M 9].
- Pierres jectices - Petites pierres qui peuvent se poser à la main[M 9].
- Pierre d'échantillon - quartier de pierre d'une mesure au-delà de celle ordinaire - On distingue particulièrement les morceaux d'échantillon dans la pierre de hais, dans la pierre de Conflans[M 9].
- Pierre au binard - Pierre dont le volume est tel qu'elle ne peut être transportée par un charriot ordinaire[M 9].
- Pierre d'encoignure - Elle a deux faces ou parements formant l'angle saillant ou rentrant d'un bâtiment[M 9].
- Pierre débitée - Toute pierre refendue à la scie[M 9].
- Pierre d'attente - (Voir Harpe)[M 9].
- Pierre brute ou velue - Pierre qui n'a été taillée sur aucune face[M 9].
- Pierre (Mettre sur cales une) - Poser une pierre de niveau et à demeure pour ensuite la ficher[M 9].
- Pierre en chantier - Pierre qui est calée et disposée pour être taillée[M 9].
- Pierre ébousinée - Pierre dont on a ôté le bousin sur les deux lits[M 9].
- Pierre équarrie - Pierre taillée en gros à la pointe, au pourtour, en parements et en joints[M 9].
- Pierre rustiquée - Pierres lorsque le parement n'est taillé que grossièrement à la pointe[M 9].
- Pierre hachée - Pierre dont les parements sont dressés avec le marteau bretté[M 9].
- Pierre layée - Pierre dont la taille est finie sur ses parements passés à la laye[M 9].
- Pierre riflée - Pierre qui a été passée au riflard[M 10].
- Pierre traversée - Pierre où les traits des bretures se croisent[M 10].
- Pierre bien faite - Pierre où il se trouve peu de déchet, en l'équarrissant[M 10].
- Pierre faite - Pierre taillée et prête à être mise en place[M 10].
- Pierre gauche - Pierre mal travaillée[M 10].
- Pierre louvée - Pierre dans laquelle on a fait un trou au milieu pour placer la louve afin de pouvoir l'enlever et la mettre en place[M 10].
- Pierre ragréée - Pierre qui, après avoir été posée, a été retaillée sur ses arêtes ou balèvres et passée au riflard, et quelquefois au grès.
- Pierre fichée - Pierre dont les joints sont remplis de coulis fait de mortier clair ou de plâtre[M 10].
- Pierre jointoyée - Pierres dont le bord des joints est bouché en mortier ou plâtre ; ce qui se fait lors du ragrément[M 10].
- Vermiculé - Travail qu'on fait à la pointe sur la pierre imitant les chemins faits par des vers[M 11].

### Noms qu'on donne à la pierre en raison de ses défauts
- Pierre coquilleuse - Pierre dans laquelle il se rencontre de petites coquille s, et qui font que ses parements sont troués (telles sont les différentes espèces de roches qu'on tire aux environs de Paris)[M 10].
- Pierre filardeuse - Pierre qui a des fils de lit sur sa hauteur ou sur son épaisseur[M 10].
- Pierre délitée- Pierre qui a des fils de lit et ne peut servir qu'à faire des arase s[M 10].
- Pierre de souchet - Pierre qui sort du banc le plus bas d'une carrière, ou celle qui se trouve entre deux bancs et qui n'est pas formée, ou qui est trouée et défectueuse[M 10].
- Pierre en délit - Pierre qui n'est pas posée sur son lit de carrière ; elle est reconnaissable surtout dans la pierre coquilleuse lorsque ces coquilles, dans la coupe de la pierre, au lieu d'être couchées sont debout[M 10].
- Pierre feuilletée - Pierre qui se sépare par feuillets ou par écailles ; la gelée cause cet effet à plusieurs espèces de pierres, et notamment à la lambourde et à quelques pierres dures, mais grasses[M 12].
- Pierre grasse - Pierre humide et par conséquent sujette à la gelée[M 12].
- Pierre maigre - Pierre qui est taillée plus menue qu'il ne faut pour la place à laquelle elle est destinée, et dont les angles sont plus aigus qu'ils ne doivent être[M 13].
- Pierre moyée - Pierre dont le lit ou l'intérieur du banc n'est pas également dur[M 12].
- Pouf - Grès qui s'égraine sous le ciseau et ne conserve pas ses arêtes[M 14].
- Roche - Une des pierres les plus dures et la moins belle pour son grain;  Roche vive - Roche qui a ses racines fort profondes, qui n'est point mêlée de terre, et qui n'est point par couche comme dans les carrières[M 15].

### Noms qu'on donne à la pierre en fonction de son affectation
- Échantillon - Pierre d'échantillon[M 16]
- Pierre Perdue - Pierre qui est jetée à bain de mortier dans la maçonnerie de blocage[M 17]
- Carreau - Pierre dont la plus grande dimension est posée en parement, et la plus petite en boutisse, c'est-à-dire dans l'épaisseur du mur et qui n'en forme pas les deux parements[M 18].
- Carreau de bossage - Pierres taillées en bossage avec refend, qui composent un pied droit, une chaîne, ou une encoignure[M 18].
- Pierre de pratique - Pierre qu'on emploie sans être taillée[M 19].

### Noms qu'on donne à la pierre en fonction de sa forme
- Annulaire (Pierre annulaire) - Pierres dont la figure imite les anneaux en tout ou en partie telles sont celles des voûtes sur noyau et dont le plan est circulaire ou elliptique[M 20].
- Chanfrein - Petite surface formée par l'arête abattue d'une pierre. C'est aussi, à une marche, la taille en pente faite sur le devant pour donner plus de giron à celle au-dessous[M 18].
- Coussin - Pierres arrondies de fond de rivière polies naturellement par le courant.

### Caractéristiques
- Fil - Dans une pierre, une veine ou petite fente provenant d'une étonnure qui divise la masse eu partie et sa partie en totalité[M 21].
- Fusible (Pierre fusible ) - Pierre qui change de nature et devient transparente par le moyen du feu[M 8].

### Marbre
- Marbre antique - Particulièrement le marbre blatte qu'on tirait des carrières de la Grèce et dont on faisait les statues[E 1].
- Marbre brut - Marbre qui est en bloc et qui n'a point été débité ni taillé[E 1].
- Marbre piqué - Marbre qui n'est taillé qu'à la pointe[E 1].
- Marbre ébauché - Marbre qui n'est travaillé qu'à la double pointe ou au ciseau[E 1].
- Marbre poli - Marbre qui a été frotté avec du grès, un bouchon de linge et de l'émeri[E 1].
- Marbre lustré - Marbre qui a été lissé et frotté avec un tampon de linge et de la potée, et qui est luisant[E 1].
- Marbre en tranche - Marbre qui est débité en tables de six lignes à deux pouces d'épaisseur[E 1].
- Marbre dans sa passe - Tranches de marbre qui ont été débitées sur la longueur du banc, c'est-à-dire parallèlement au lit du bloc[E 1].
- Marbre en contre-passe - Marbre dont les tranches ont été débitées sur la hauteur du banc, c'est-à-dire parallèlement aux joints du bloc; le marbre scié de cette manière devient très difficile dans la taille[E 1].
- Marbre fier - Marbre qui s'éclate aisément sous le ciseau parce que le grain en est très-fin et trop sec[E 1].
- Marbre filardeux - Marbre qui a des filets ou des veines de matières hétérogènes qui le traversent; tel est le marbre bourbonnais[E 1].
- Marbre pouf - Marbre qui, en le taillant, ne peut retenir ses arêtes vives étant sujet à s'égrener[E 2].
- Marbre terrasseux - Marbre qui contient dans sa masse des parties tendres que l'on nomme terrasses[E 2].
- Marbre cameloté - Marbre qui, après le travail, a l'apparence de fêlure ou étonnement à sa surface[E 2].

## Extraction
- Abattage - L'action de mettre des pierre s de leur lit sur leurs joints pour en faire les parement s ce qui lorsque ces pierres sont d'une moyenne grosseur s'exécute avec un boulin et des moellons, etc.[M 22].
- Abattis - Les carriers appellent ainsi les pierres qu'ils ont abattues dans une carrière soit qu'elles soient propres à faire des assises soit qu'elles ne le soient qu'à faire du moellon. On donne de même ce nom aux démolitions et aux décombres d'un bâtiment[M 22].
- Banc - Hauteur de la pierre qui dans les carrières suivant les terrains et le banc d'une même carrière suivant la place qu'il occupe dans la hauteur[M 23].
  - Banc de ciel d'une carrière: premier banc qui se trouve en fouillant; ordinairement le plus dur et on le soutient sur des piliers pour servir de plafond à la carrière[M 23].
  - Banc de volée - banc tombé lorsqu'on a souchevé[M 23].
- Bloc - Masse de pierre telle qu'elle a été tirée de la carrière[M 24].
- Bousin - Croûte que l'on trouve attachée à chacun des deux lits de la pierre, et qui, n'étant qu'une couche de matière qui n'est point encore pétrifiée est abattue en taillant la pierre[M 25].
- Ébousiner - Ôter le bousin d'une pierre, découvrir par cette taille la partie dure et propre à la construction[M 16].
- Échelier ou Rancher: Anciennement, longue pièce de bois traversée de petits échelons appelés ranches, qu'on pose aplomb pour descendre dans une carrière, et en arc-boutant pour monter à un engin, grue, gruau, etc.[M 26].
- Entamure - Premières pierres d'une carrière nouvellement découverte[M 27].
- Étanfiche - Hauteur de plusieurs bancs de pierres qui font masse dans une carrière[M 28].
- Filières - Veines ou crevasses verticales qui se rencontrent dans les carrières, qui en interrompent les bancs, et par où filtrent les eaux des terres qui aident à former la pierre[M 21].
- Forme]- Espèce de libage dur qui provient des ciels de carrières [M 29].
- Lit ; Voir aussi Lit (pose) et Lit (taille de pierre)
- Moye, Moyée - Dans une pierre dure, une couche ou lame tendre qui suit son lit de carrière et qui la fait déliter: Ces moyes existent ordinairement dans la totalité du banc[M 30].
- Masse de carrière]- Toute la hauteur de pierre que contient la carrière, soit en un seul banc ou en plusieurs les uns sur les autres[M 13].
- Pilier de carrière - Masse de pierres qu'on laisse de distance en distance pour soutenir le ciel d'une carrière[M 31].
- Puits de carrière - Ouverture ronde de quinze pieds de diamètre, creusée aplomb, au centre de laquelle on établit un treuil pour tirer la pierre d'une carrière[M 19].
- Souchet - Pierre qui se trouve dans les carrières au-dessous des bancs propres à faire des assises, et qu'on débite pour faire du moellon; Souchever - Ôter la pierre de souchet avec des coins et des pioches pour faire tomber le banc qu'on veut exploiter pour être taillé; Soucheveur - Ouvrier de carrière qui travaille particulièrement à ôter le souchet[M 32].

## Bardage

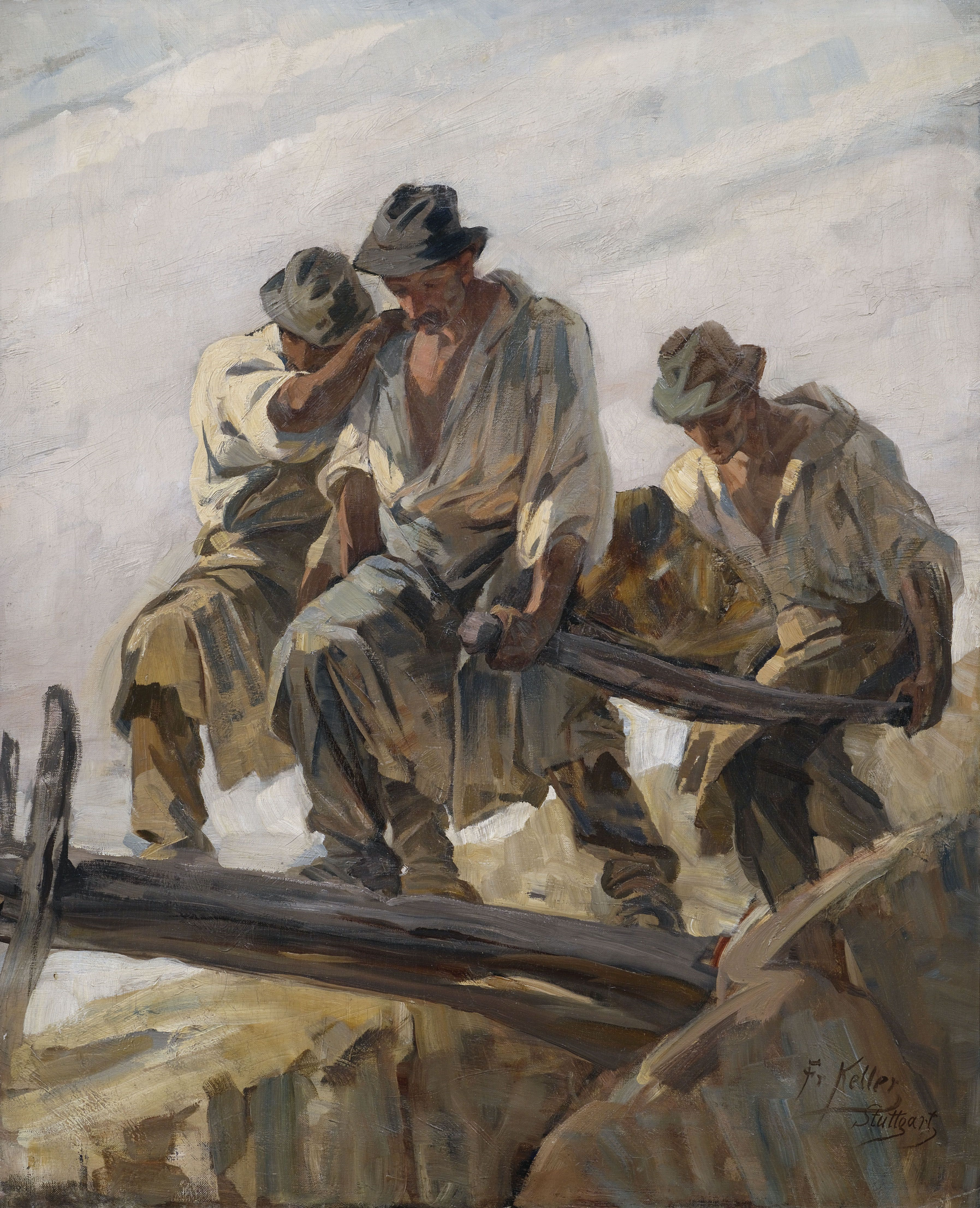
Friedrich von Keller (1840–1914)Steinbrucharbeiter, civière ou bar

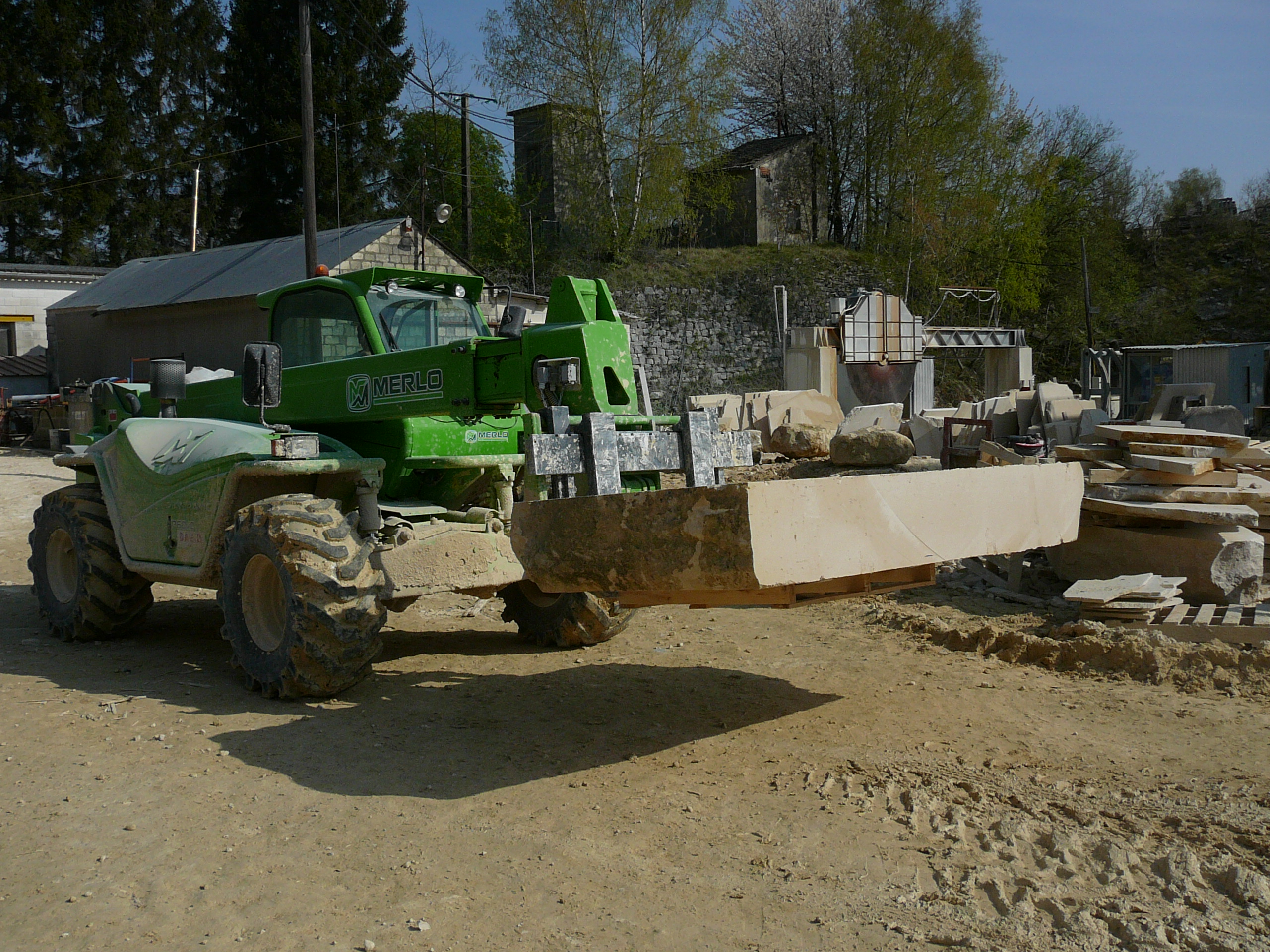
Bardage de blocs de calcaire à la carrière de Saint-Pierre-Aigle

- Bar - Forte civière servant à transporter à bras les morceaux de pierres taillées[M 23].
- Barder - Action de transporter la pierre avec le bar ou avec le charriot du chantier, à pied d'œuvre; Bardeur - Sorte de manœuvre employé à porter le bar, la civière, ou à traîner le charriot pour apporter les pierres au pied du bâtiment[M 33]..
- Brayer - Espèce de cordage dont on se sert pour suspendre au câble les pierres, les baquets à mortier, les bourriquets à moellons, etc.; Brayeur - Fort manœuvre chargé de brayer la pierre, c'est-à-dire de passer les brayers sous la pierre et de les fixer dans le crochet ou esse du câble qui doit la monter[M 34].
- Bisard - Gros charriot à quatre roues d'égale hauteur avec un brancard, un treuille, un plancher de bois, sur lequel on transporte avec des chevaux, les gros blocs de pierre[M 35].
- Civière - Sorte de petit brancard à quatre bras, avec lequel deux hommes portent des pierres. Elle est un diminutif du bar[M 2].
- Charriot - Espèce de binard à deux roues, ayant une flèche au lieu de brancard, servant à transporter les pierres par des hommes que l'on nomme bardeurs. Ce charriot se nomme aussi diable [M 36].
- Chèvre - Machine avec laquelle on élève perpendiculairement les pierres, bouriquets de moellons, mortier, etc.[M 37].
- Cric : Machine dont on se sert pour mettre les pierres en chantier pour les tailler[M 38].
- Pinceur - Manœuvre ou bardeur qui, avec la pince, donne quartier et place la pierre sur le charriot et le pousse lors du bardage - Aussi un des garçons qui servent le poseur[M 31].
- Quartier de Voie - Grosses pierres dont une ou deux font la charge d'une voiture attelée de quatre chevaux[M 19].
- Rouleau - Pièce de bois de forme cylindrique qu'on met sous de grosses pierres pour faciliter leur bardage[M 15].
- Touret - Petit tour ou roue à laquelle on donne un mouvement très-rapide par le moyen d'une grande roue que l'on tourne avec une manivelle: On en fait usage pour monter des pierres[M 39].
- Traîneau - Assemblage composé de deux pièces méplates, jointes par plusieurs traverses, sans roue; aux quatre coins sont des crochets pour y atteler les traits du cheval: Il sert à traîner des pierres[M 39].

## Appareil
- Aire - Place ou une superficie plane et horizontale sur laquelle on trace un plan une épure[M 22].
- Appareil - Art de tracer et de tailler la pierre. On dit qu'une construction est d'un bel appareil lorsque les pierres sont taillées et posées avec précision; on se sert aussi de ce terme pour exprimer la hauteur d'un banc de pierre. Il est d'un bas ou d'un haut appareil selon sa plus grande ou moindre hauteur[M 20].
  - Appareil réglé : On appelle ainsi des assises qui sont toutes d'égale hauteur[M 20].
- Appareiller - Tracer la pierre aux tailleurs de pierre[M 20].
- Appareilleur - Principal ouvrier chargé de l'appareil des pierres d'un bâtiment. C'est lui qui trace les épures par panneaux ou par équarrissement qui préside à la pose au raccordement, etc.[M 20]
- Biveau ou Béveau - Instrument composé de deux règles mobiles jointes par une rivure aux extrémités. Les appareilleurs s'en servent pour prendre, sur une épure, le modèle de l'ouverture d'un angle quelconque[M 24].
- Développement - Figure des surfaces qui composent un solide, tels qu'un voussoir et autres parties rangées de suite sur un plan. C'est, dans une épure, l'extension de la douelle sur les divisions de laquelle on trace les figures des panneaux de lit, et aussi le dessin en grand des façades, plans, coupes et profils de toutes les parties d'un édifice[M 24]. (Patron)
- Épure - Le dessin d'une pièce de trait tracé sur la terre, sur un mur ou sur un plancher, de la grandeur dont l'ouvrage doit être exécuté : l'appareilleur y prend les mesures nécessaires pour en faire tailler les pierres[M 27].
- Fausse équerre - Compas d'appareilleur[M 40].
- Souffleur - Aide-appareilleur dont les fonctions sont spécialement de surveiller le transport et la pose des pierres[M 32].
- Stéréotomie
- Tracer
  - Tracer en grand - Tracer sur un mur ou une aire une épure, pour quelque pièce de trait ou de distribution[M 39].
  - Tracer par équarrissement ou dérobement - Dans la construction des pièces de trait ou coupe de pierres, une manière de tracer les pierres par des figures prises sur l'épure et cotées pour trouver les raccordements des panneaux de tête, de douelle, de joints, etc.[M 39].
  - Tracer sur le terrain - Placer des lignes ou cordeaux propres à diriger les travaux d'ouverture des tranchées pour les fondations[M 39].
- Trait - Se prend pour la coupe des pierres. Une pièce de trait, c'est-à-dire toutes les pierres taillées selon l'art de la coupe[M 41]. Voir aussi Art du trait

## Taille
- Arête - Angle ou tranchant que font deux surfaces droites ou courbes d'une pierre quelconque. Lorsque l'angle d'une pierre est bien taillé et sans aucune cassure on dit qu'elle est à vive-arête [M 42].
- Assise  - Voir assise (Vocabulaire)
- Ciselure - Première opération que fait un tailleur de pierres autour du joint et du parement d'une pierre, pour ensuite en faire la taille; elle se fait en coupant au ciseau le bord de la pierre dans une largeur d'un à trois pouces[M 2].
- Débiter - Scier de la pierre suivant les longueurs et épaisseurs nécessaires pour les ouvrages que l'on veut faire[M 43].
- Déliter - Couper ou scier une tranche de pierre suivant son lit de carrière [M 44].
- Démaigrir - Recouper le joint de lit ou montant d'un voussoir ou d'un claveau, pour rendre un de ses angles plus aigu, eu un mot d'une pierre trop forte, pour la rendre égale aux autres dans, un cours d'assises[M 44].
- Dérobement - Manière de tailler une pierre sans le secours des panneaux par le moyen des hauteurs et profondeurs qui déterminent ce qu'il en faut ôter[M 44].
- Ébauche - Première forme que l'on donne à un bloc de pierre, soit sur ses lits, soit sur ses parements[M 16].
- Ébaucher un lit, un joint, un parement d'une pierre - Faire la première taille avec la pioche[M 16].
- Écornure - Éclat s qui se détachent par accident aux arêtes des pierres, soit en les taillant, soit après qu'elles sont taillées[M 26].
- Évidement - Refouillement fait dans une pierre. On nomme évidement simple, celui dont la pierre évidée a été comptée par le toisé avec la pierre restante en œuvre; évidement avec déchet - Évidement dont la pierre perdue par cet évidement est déduite dans le toisé de celle qui reste en œuvre; Évidement en long - Évidement fait dans la longueur de l'assise au lieu de l'être sur la hauteur, comme celui que l'on fait dans une bordure de trottoir pour encaisser le pavé; Évidement sur le tas - Piochement ou coupement d'une pierre qui fait saillie, ou bien la démolition et piochement de plusieurs assises pour faire l'ouverture d'une baie; Évider - Jeter bas avec la pioche et le marteau une partie de la pierre déjà équarrie ; c'est donner à une assise rectangle la forme d'un trapèze, ou bien y former un ou plusieurs angles rentrons, une harpe ; c'est dégager une crossette dans un claveau, ou bien la douelle  dans un voussoir, etc.[M 45].
- Épannelage - Première taille en chanfrein d'une arête sur laquelle on veut tailler une moulure; Épanneler - Tailler en chanfrein le parement d'une pierre pour être ensuite profilée; c'est aussi dégrossir et préparer des masses destinées à être sculptées, tels, dans un chapiteau, les feuilles, le coussinet, etc.[M 27].
- Épaufrure - Éclat du bord du parement d'une pierre emporté par un coup de marteau mal donné - On appelle épaufrure ou écornure, l'éclat qui se fait à l'arête de la pierre lorsqu'on la taille, qu'on la conduit, qu'on la monte ou qu'on la pose[M 27].
- Équarrir - Tailler une pierre à l'équerre, en sorte que ses faces opposées soient parallèles, et que ces faces contiguës soient à angle droit[M 28].
- Équarrissement - Manière de tracer les pierres sans le secours des panneaux; - Voir Dérobement[M 28]; Équarrissement - Manière de mesurer les pierres ; toiser par équarrissement, c'est mesurer chaque pierre suivant la forme qu'elle avait après lus sciages, la taille des joints et parements, chacune de ces mesures, longueur et largeur, prise à l'équerre ou à angle droit, sans avoir égard aux évidements que cette pierre a pu subir[M 28].
- Hacher - Dégrossir le parement rustique d'une pierre au marteau avant de le layer ; c'est aussi, avec la hachette, détruire les anciens enduits d'un mur pour faire des plâtres neufs. Hachette - Espèce de marteau dont la panne tournée verticalement ou horizontalement est tranchante[M 46].
- Jauger - Appliquer une mesure d'épaisseur ou de largeur aux deux extrémités opposées d'une pierre pour en faire les arêtes et les côtés opposés parallèles - On dit aussi retourner[M 47].
- Miroir - Dans le parement d'une pierre, une cavité causée par un éclat quand on la taille[M 48].
- Panneau - Bâti de tringles de bois mince, levées et découpées, ou chantournées sur l'épure d'une pièce de trait, pour tracer une pierre brute et la tailler ensuite[M 49].
- Pousser - Tailler des moulures dans la pierre, dans le plâtre, à la main, avec le ciseau, la gouge, ou avec le calibre[M 14].
- Plumée - Espèce de ciselure de deux à quatre pouces de largeur, que l'on fait avec la règle, le ciseau et le maillet au pourtour du lit brut d'une pierre pour le dégauchir avant d'en faire la taille. On nomme aussi plumée la taille préparatoire qui sert à arrondir un corps carré, comme pour un tambour de colonne, une borne[M 50].
- Rape - Morceau de tôle ou de fer plat, piqué comme une grille de rape, dont on se sert en place de molette, pour passer sur la pierre après qu'elle est taillée[M 51].
- Recoupes - Menus morceaux qu'on abat des pierres lorsqu'on les taille[M 51].
- Refouillement - Évidement que l'on fait dans une pierre pour la creuser en conservant ses quatre côtés; tel que pour former une auge ou pour incruster une pierre dans une autre; Refouiller - Creuser une pierre, c'est faire un trou avec le poinçon et la masse pour loger le bout d'une pièce de bois, un morceau de fer, etc.[M 52].
- Rustiquer - Piquer le parement d'une pierre avec la pointe du marteau après les ciselures relevées - (Voir Taille rustiquée)[M 15].
- Tas - On dit tailler sur le tas lorsque la taille, au lieu de se faire au chantier, s'exécute au bâtiment[M 53].
- Taille - la coupe, la division d'un corps, en lui retranchant certaines parties avec art et proportion pour lui donner une forme quelconque.
- Taille de pierre - la forme qu'on donne aux lits, aux joints et aux parements des pierres, suivant la place à laquelle elles sont destinées; cette taille se fait non seulement pour leur donner la forme et la proportion qu'exige la place, mais aussi pour en ôter les parties mauvaises, comme le bousin et les masses irrégulières sur les joints et les parements[M 54]:
  - Taille rustiquée - taille d'un parement qui n'est que dégrossi avec la pointe du marteau après les ciselures relevées.
  - Taille layée ou finie - Toute taille de parement qu'on a rendue unie au moyen de la boucharde, de la laye et de la ripe.
  - Taille ragréée - Taille qu'on fait sur le parement des assises d'un mur après leur pose, pour faire disparaître les petites saillies ou balèvres de l'arête d'une assise sur une autre - On emploie pour cette opération le marteau, la ripe, et quelquefois un morceau de grès qu'on nomme molette, pour en rendre la surface plus unie.
  - Taille de balèvre - après l'ouvrage posé, la taille de l'excédant d'une dalle ou d'une marche sur celle adjacente)
  - Taille préparatoire - Première taille droite faite sur le parement d'une pierre, auquel on a donné ensuite une forme circulaire
  - Taille circulaire - Taille d'un parement concave ou convexe ; elle l'est en plan pour une assise, et en élévation pour un voussoir.
  - Taille (Double) - une seconde taille faite sur une première ou sur un sciage, que l'on exécute sur un appui pour former le jet d eau ; sur une dalle pour creuser un caniveau ; sur une assise pour dégager un bandeau ou une moulure de peu de saillie - On nomme aussi double taille celle qui a lieu après le piochement fait pour un refouillement ou un évidement d'angle ; elle consiste à hacher et laver les faces visibles de la pierre au droit de ses évidements.
  - Tailler - l'action de couper, d'équarrir une pierre suivant les mesures et proportions voulues par la place qu'elle doit occuper[M 54].
- Tailleur de pierre - celui qui taille, qui façonne les pierres après qu'elles ont été tracées par l'appareilleur - Il a pour outils le têtu, la masse, la pioche, la boucharde, la laye ou marteau bretelé, le riflard, l'équerre, la fausse équerre, la ripe, le ciseau, et enfin le maillet[M 54].
- Trait de scie - Le passage de la scie en coupant une pierre[M 41].
- Vif - Se dit de la pierre dont on a ôté tout le bousin, et c'est dans ce sens que l'on dit ébousiner une pierre jusqu'au vif[M 11].
- Vive-arête - Angles aigus faits sur la pierre ou sur le plâtre[M 11].
- Voie - Ouverture que fait la scie dans le bloc de pierre qu'elle débite[M 55]

## Outils
Des marteaux
- Boucharde - Outil de fer long, dont l'extrémité inférieure est acérée, taillée à pointes de diamant, et qui sert à layer les parements de la pierre[M 24]. Marteau.
- Laye - Marteau breté - Voir aussi Taillant; Layer - Tailler la pierre avec la laye, ce qui rend le parement rayé de petits sillons uniformes, et lui donne une apparence agréable ; c'est, le plus souvent, le dernier travail de la taille d'une pierre avant de la poser- On dit aussi breler[M 1].
- Marteau breté - Marteau dont les deux extrémités sont faites en biseau, et dont l'une est refendue en forme de dents: Il sert à tailler la pierre ; on le nomme aussi laye [M 13]. Bréter ou Breteler - Dresser le parement d'une pierre avec le marteau à bréter . On emploie ensuite le riflard pour la pierre tendre et la ripe pour la pierre dure[M 34]; Bréture - Marques du riflard ou de la ripe avec lequel on a layé les pierres sur leur parement. On appelle de même les marques des dents faites par le marteau[M 34].
- Smille - Espèce de marteau à deux pointes dont se servent les tailleurs de pierres pour tailler le grès: Le grès taillé à la smille s'appelle piqué[M 56].
- Têtu à arête - Masse de fer dont les extrémités sont fendues; il sert à casser la pierre: On le nomme aussi masse [M 4].

Des ciseaux
- Ciseau de tailleur de pierre ou ciseau de maçon - Outil de fer acéré, aplati et tranchant par le bout. Il sert à faire la plumée du lit et les ciselures des parements d'une pierre[M 2].
- La Chasse est un outil des carriers, des tailleurs de pierre et des maçons. C'est un outil d'attaque directe, en acier très résistant, percuté par une massette.
- Repoussoir - Long ciseau de fer acéré par son tranchant, dont les tailleurs de pierre se servent pour tailler les moulures; ils l'appellent aussi fer carré[M 57].
- Riflard - Espèce de ciseau breté ou dentelé dont se servent les tailleurs de pierre pour gratter les parements des pierres tendres[M 58].

Des scies
- Scie - Lame d'acier ou d'étoffe sans dents, droite et unie dans sa monture, servant à scier les pierres dures en versant du grès pilé et de l'eau dans la voie que forme le fer dans la pierre; Scie passe-partout - Une scie dont la lame est dentelée, ayant à chaque extrémité un anneau ou œil dans lequel on met un morceau de bois rond servant de manche - Elle sert à débiter les pierres tendres[M 59];  Scie à main ; Sciage - Le débit de la pierre[M 60].

Des trépans
- Aiguille ou Trépan - Outil acéré par le bout servant à percer la pierre avec le secours d'un levier à deux branches[M 61].
- Poinçon - Outil fait d'un morceau de fer acéré, diminué en pointe carrée par une extrémité, dont les tailleurs de pierres et les maçons se servent pour faire des trous ou des incrustations et des arrachements[M 62].

Des instruments de levage
- Levier - Pièce de bois de brin dont on se sert pour soulever des pierres - On le nomme pince lorsqu'il est de fer; on s'en sert aussi pour faire agir le treuil d'une chèvre, d'une grue[M 1].
- Louve - Machine de fer qu'on engage dans le lit supérieur d'une pierre qu'on veut enlever pour la mettre à la place qui lui est destinée : elle est composée de trois pièces, dont celle du milieu retient, le nom de louve, et les deux autres se nomment louveteaux - En 1814, Cette machine n'est presque plus en usage; Louveur - L'ouvrier qui est employé à faire, dans les pierres les trous pour placer la louve et l'y ajuster - On dit louver une pierre[M 63].

Des rapes
- Ripe - Outil de fer acéré en forme de ciseau courbé, arrondi et dentelé par le bout, dont se servent les maçons pour gratter les enduits et les dresser, et les tailleurs de pierres pour gratter le parement des pierres dures[M 58].
- Grattoir - Instrument d'acier qui sert aux tailleurs de pierre[M 5].

Des modèles et niveaux
- Cerge - Modèle d'une courbe découpée dans une volige pour tracer et diriger les cavités d'une pierre que l'on veut tailler circulairement[M 37].
- Niveau - Assemblage de trois règles dont deux forment un angle droit, au sommet duquel est attachée une ficelle d'où pend un plomb qui passe sur une ligne tracée au milieu de la troisième règle, et qui sert à poser les pierres[M 64].

## Échafaudages
Pour les termes Baliveau, Boulin, Échafaudage- Échafaud volant -Écharpe- Échasse - Écoperche - Éventer - Plat-Bord, Remonter, Vingtaine, Voir l'article  Échafaudage (Histoire)

## Moellon
- Bilboquet - Petits carreaux de pierre, qui, ayant été sciés dans une pierre tendre ou tranchés dans une pierre dure, restent dans le chantier et ne sont propres qu'à faire du moellon[M 35].
- Garni - Petits moellons que l'on emploie en remplissage dans le milieu de l'épaisseur d'un mur formé à ses parements de gros moellons, ou entre des carreaux de pierre qui forment les deux parements du mur, ou en remplissage derrière des assises eu pierre d'un mur de revêtement qui n'a qu'un parement, ou enfin pour des petits massifs sous des dalles, seuils et marches[M 65].
- Lancis - Moellons, meulière ou petits garnis qu'on rapporte en remplacement d'anciens moellons, ou dans des grands joints formés par le délit ou la pourriture d'une portion de ces moellons, lorsqu'après avoir dépouillé un mur de son ancien enduit on en fait le ravalement à neuf[M 3].
- Limousin - Ouvrier employé à faire les grosses constructions en maçonnerie[M 6].
- Limousinage - Toute maçonnerie faite de moellon bourru ou libage hourdé à bain de mortier et sans être parementé, dont on forme les fondements d'un bâtiment, ou dont on remplit les intervalles des pilots ou d'un grillage. On dit aussi blocage[M 6].
- Meulière - Sorte de moellon de roche fort dure, mal fait et très-poreux, qui fait une très-bonne maçonnerie[M 48].
- Mise en ligne - Assujettissement de poser les moellons en parement d'aplomb les uns sur les autres, au moyen des lignes ou cordeaux tendus de chaque côté de la maçonnerie[M 48].
- Moellon - Pierre propre à bâtir, qui se tire des carrières en morceaux plus petits que les pierres de taille - Il y en a de dure et de tendre ; le moellon dur, dont on se servait le plus souvent à Paris venait des carrières d'Arcueil[M 48].
  - Moellon bourru ou Moellon brut - Moellon qui n'est pas taillé[M 48].
  - Moellon ébousiné - Moellon qu'on a grossièrement taillé avec la hachette sur ses joints et sur ses lits seulement pour lui donner plus d'assiette[M 48].
  - Moellon essemillé - Moellon qui, avant d'être posé, a été taillé assez proprement avec la hachette sur les lits, les joints et la tète formant le parement du mur[M 48].
  - Moellon taillé dit piqué - Moellon qui est taillé proprement et avive arête, en lits, joints et parement, à la hachette, ou au marteau par les tailleurs de pierre [M 48].
  - Moellon bloqué - Moellon qu'on pose sans être équarri ni ébousiné, et sans être mis en ligne, tel que pour des massifs[M 48].
- Monter - Élever avec des machines les pierres et moellons, et les mettre en place[M 66].
- Pavé de moellon - Moellon ou meulière posé de champ pour affermir le fond de quelque grand bassin ou de quelque pièce d'eau[M 59].
- Piqué (Moellon piqué), Piquer - Rustiquer les parements d'une pierre ou d'une assise de grès, 
  - Piqueur - Ouvrier qui taille le grès[M 31].
- Smiller - Nom que l'on donne à la taille grossière ou à l'ébousinage qu'on fait à la hachette sur les lits, les joints et à la tète de chaque moellon avant de le poser: On dit des parements du mur comme de ces moellons, qu'ils sont smillés[M 56].

## Pose
Pose - Action de mettre la pierre taillée en place, pour laquelle on se sert du niveau et du plomb
- Arase
- Boutisse (Pierre mise en): pierre dont la plus longue dimension est dans l'épaisseur du mur. Cette construction a souvent lieu lorsqu'on emploie du grès [M 25].
- Cale - Petit morceau de bois mince qu'on pose entre deux assises, et qui détermine la largeur ou plutôt la hauteur du joint que forment ces deux assises posées l'une sur l'autre[M 67].
  - Caler - Mettre une cale de bois mince, de plomb ou de cuivre dans le joint de deux pierres ou sur le lit de celle de dessous pour les mettre d'aplomb et de niveau, et ensuite les ficher avec le mortier[M 67].
- Champ - Désigne la face la plus étroite d'une pierre. Ou dit poser de champ, c'est-à-dire mettre la face la plus étroite en dessous[M 18].
- Contre-poseur - Anciennement, pour la pose des pierres, ouvrier qui aide le poseur à recevoir les pierres de la grue ou de la chèvre, et à les mettre en place d'aplomb et de niveau[M 68].
- Entoiser - Moellon ou meulière qui, sur la carrière même ou après être déchargé au bâtiment est mis en tas de forme régulière pour en connaître avec exactitude la quantité cubique, soit pour les vendre ou les acheter[M 27].
- Délit: Voir Pose en délit.
- Fiche - Anciennement, espèce de grand couteau pointu et emmanché, dont la lame est mince comme le fer d'une scie, et qui sert à faire entrer le mortier dans les joints des pierres après qu'elles sont posées. Ficher - Faire entrer du mortier avec une latte ou la fiche sur le lit entre deux assises lorsque la dernière posée est calée, et remplir les joints montants d'un coulis de mortier clair, après avoir bouché les bords des uns et des autres avec de l'étoupe - On fiche aussi quelquefois les pierres avec moitié de mortier et moitié de plâtre clair. On appelle ficheur l'ouvrier qui est employé à cet ouvrage[M 21].
- Lit de pierre - La surface de dessous d'une pierre telle quelle était naturellement dans la carrière; Lit de dessus - Lit de pierre sur lequel on pose une autre pierre; Lit brut - Celui qui n'est pas ébousiné. Lorsque les lits, au lieu d'être horizontaux, sont inclinés, comme dans les arcs et plates-bandes, on les nomme lits en joints. Lorsqu'ils ne sont pas recouverts d'une autre assise et qu'ils sont layés, on les nomme lits en parements[M 63].
- Parement - À l'égard de la pierre, de toutes surfaces apparentes et travaillées - Pour une assise ou un parpaing, le parement est la face verticale ; et pour une tablette, une dalle ou une marche, le parement est la surface horizontale; Parement brut - La face ou épaisseur d'une pierre telle qu'elle est sortie de la carrière sans être taillée; Parement de tête - Par ce mot on entend la taille et la mise en ligue et d'aplomb des moellons formant tête d'un mur isolé, ainsi que ceux qui forment tableau et embrasement de baie de porte ou de croisée aux extrémités d'un trumeau; Parement de moellon, parement de meulière - Les faces visibles de la muraille ; c'est la mise en ligne de ces mêmes matériaux sur ses faces - On dit que le mur est parementé lorsque les moellons sont posés d'aplomb sur ligne ; il est brut lorsqu'ils ne le sont pas; Parement de moellon essemillé, taillé[M 59]. - Voir Moellon.
- Poser - Mettre les pierres taillées en place; Poser à sec - Poser les pierres ou les moellons sans mortier ou plâtre; Poser à cru - Construire un mur sans fondement; Poser de champ - Mettre une pierre, un moellon, une brique sur son côté le plus mince; Pose en délit : Mal façon dans le débit et la pose des pierres, quand, au lieu de la poser de niveau ou en joint sur son lit de carrière, on fait de ce lit un parement; on dit alors pierre en délit. Elle est, dans ce cas, sujette à se fendre; Poser de plat - Le contraire de poser de champ[M 14].
- Poseur - Ouvrier qui pose les pierres taillées à la place pour laquelle elles sont destinées - On appelle contre-poseur qui aide le poseur[M 14].
- Queue d'aronde - La manière de tailler l'extrémité d'une dalle de pierre pour la joindre à une autre en faisant l'assemblage plus large à l'extrémité qu'au collet[M 19].
- Plaquis ou plaquage- Morceaux de pierre de peu d'épaisseur, rapportés sur le parement d'un mur, ou de courts moellons sans liaison, ou bien des plâtras posés à plat sur la surface d'un pan de bois, d'un mur de dossier, de cheminée, pour les dresser[M 69].
- Queue de pierre - Le bout brut ou équarri d'une pierre en boutisse qui est opposée à la tête ou parement, et qui entre dans le mur sans faire parpaing[M 19].
- Ragréer - Passer le marteau et le fer au parement d'un mur en pierre après qu'il est élevé, en ôter les balèvres et boucher les joints de chaque assise et les épaufrures avec du mortier[M 51].
- Rang - On nomme ainsi les assises d'un mur en pierre ou en moellon - On dit le premier, le second rang d'assises, de moellons[M 51].
- Regain - Se dit d'une pierre qui est plus longue qu'il ne faut pour la place à laquelle elle est destinée, et qu'on en peut couper[M 52].
- Remplage ou Remplissage (Maçonnerie en remplissage): Construction faite de pierres de toutes sortes de grandeurs et grosseurs, qui sont liées avec mortier de ciment dans des espèces de caisses[M 70].

## Réfection
- Regratter - Enlever avec des ripes, des fers à retondre et le marteau, l'épiderme de la pierre d'un vieux mur pour le blanchir[M 71].

## Réalisations

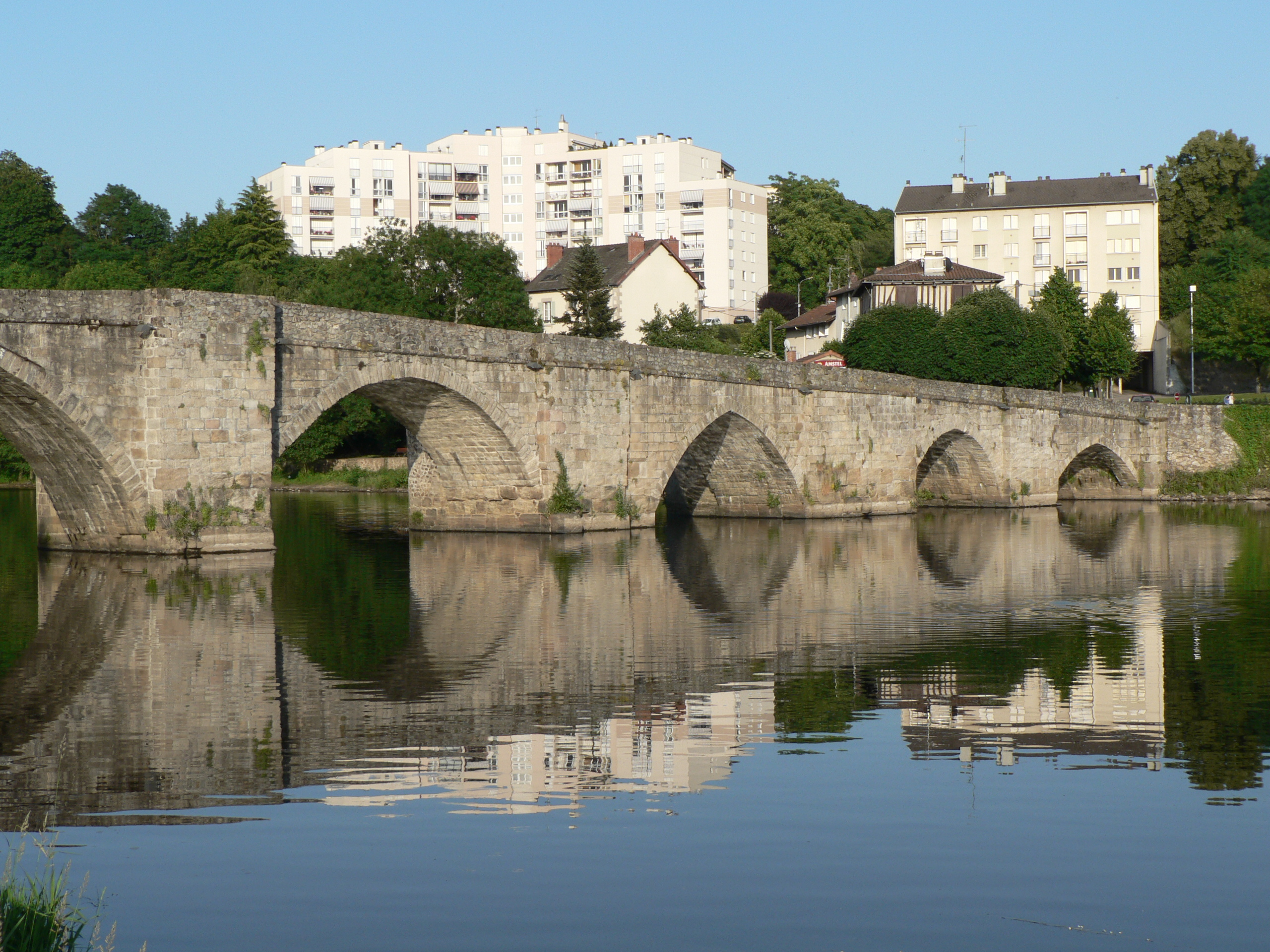
Pont Saint-Martial à Limoges, pont médiéval avec des voûtes d'ogives.

- Appui de fenêtre - Tablette en pierre qui se pose sous les croisées[M 20].
- Arceau - Voir Lexique des arcs et voûtes.
- Arche - Voir Lexique des arcs et voûtes.
- Gresserte - Ouvrages faits de grès[M 5].
- Pont en maçonnerie, Voûte de pont en maçonnerie.